# Сент Франсисвил (Мисури)
Сент Франсисвил (енгл. St. Francisville) насељено је место без административног статуса у америчкој савезној држави Мисури.

## Демографија
По попису из 2010. године број становника је 179.
| Група             | 2000.    | 2010.       |
| Белци             | 0 (0,0%) | 164 (91,6%) |
| Афроамериканци    | 0 (0,0%) | 0 (0,0%)    |
| Азијати           | 0 (0,0%) | 7 (3,9%)    |
| Хиспаноамериканци | 0 (0,0%) | 4 (2,2%)    |
| Укупно            | 0        | 179         |